# Estação Rijskaia
Rijskaia (em russo:  Рижская) é uma das estações da linha Kalujsko-Rijskaia (Linha 6) do Metro de Moscovo, na Rússia. Estação «Rijskaia» está localizada entre as estações «Prospekt Mira» e «Alexejevskaia».